# Cathédrale de Liverpool
Ne doit pas être confondu avec Cathédrale métropolitaine du Christ-Roi de Liverpool.
La cathédrale de Liverpool, en anglais « Cathedral Church of Christ in Liverpool », est la cathédrale anglicane de la ville de Liverpool, en Angleterre. Elle est le siège de l'évêque du diocèse de Liverpool. Construite principalement au XXe siècle, c'est la cinquième plus grande église du monde, et la plus grande église anglicane.

## Histoire

### Contexte
En 1878, le diocèse de Liverpool devient indépendant de celui de Chester et John Charles Ryle en devient le premier évêque. C'est l'église St Peter, construite en 1699 et détruite depuis, qui fit office de cathédrale en attendant un nouvel édifice. Francis James Chavasse, deuxième évêque de Liverpool, décida en accord avec la municipalité, le 17 juin 1901, de la construction d'une nouvelle cathédrale. Le concours d'architecture est lancé en 1902.

### Concours et choix
Alors que le concours enregistre plus de cent propositions, dont celles d'architectes renommés comme Charles Rennie Mackintosh et Charles Herbert Reilly (en), le jury sélectionne la proposition de Giles Gilbert Scott, un élève âgé de 22 ans, malgré son inexpérience totale. Une controverse éclate quand ses concurrents écartés apprennent que Scott est catholique romain et non anglican (en revanche, il s'avèrera plus tard que l'architecte de la cathédrale catholique sera un anglican, Edwin Lutyens).
Venant d'une famille d'architectes (son grand-père George Gilbert Scott avait bâti plus de huit cents églises, son père George Gilbert Scott, Jr. (en), son oncle John Oldrid Scott (en) et sa cousine Elisabeth Scott furent eux-mêmes architectes), Giles Gilbert Scott est assez versé dans l'architecture religieuse. Néanmoins, le jury conditionne l'acceptation de son projet à un partenariat entre lui et George Frederick Bodley, plus expérimenté. Toutefois la relation entre les deux hommes est difficile et aurait pu mener à l'échec du projet sans le décès de Bodley en 1907.
Scott est influencé par le plan de la Cathédrale de Durham et prévoit notamment deux tours dans la façade Ouest.

### Le chantier

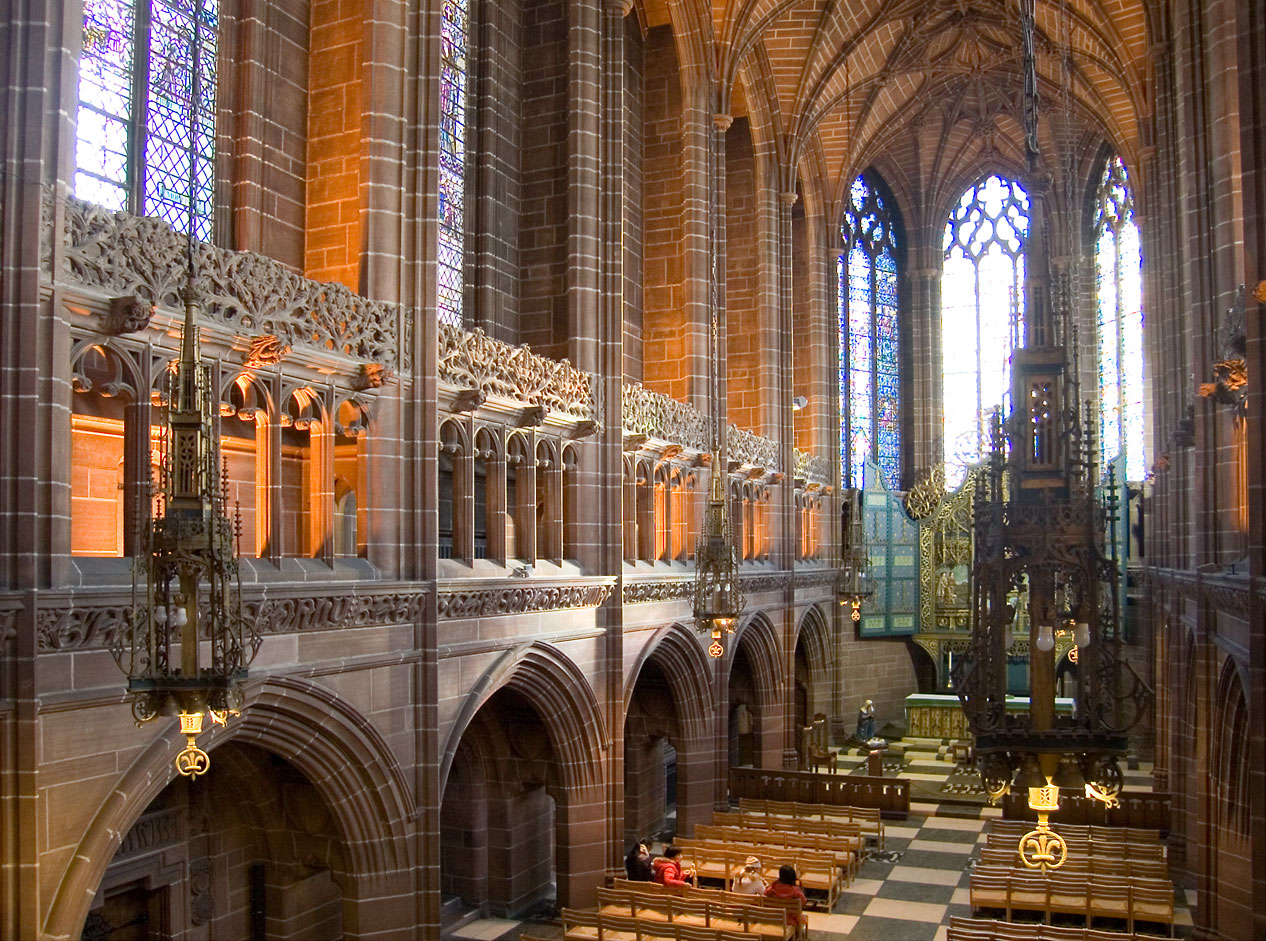
La chapelle de la Vierge, première partie achevée de la cathédrale.

Le chantier démarre officiellement le 19 juillet 1904 avec la pose par le roi Édouard VII d'une pierre angulaire en présence de 7 000 personnes. De 1904 à 1910, une chapelle de la vierge est construite dans l'angle sud du futur édifice. Le style de cette chapelle reflète l'influence des deux architectes alors en poste (Scott et Bodley). Le style du reste du bâtiment diffère sensiblement de celui de cette chapelle, après que Scott fut devenu le seul maître d'œuvre du projet.

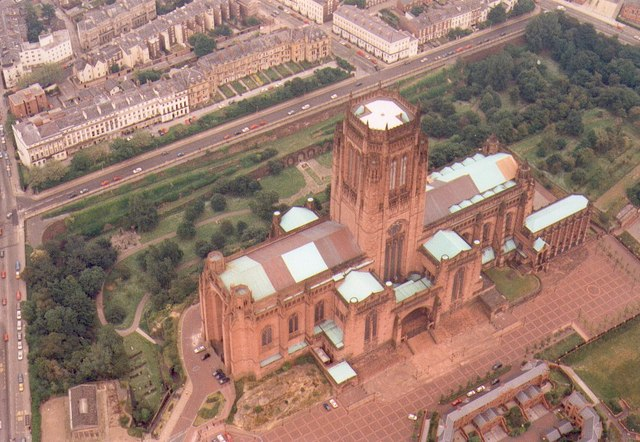
La cathédrale dans son environnement urbain (à droite de l'édifice, la chapelle de la Vierge).

Un nouveau plan est élaboré pour la suite de la cathédrale ; en particulier, les deux tours de la façade sont remplacées par une seule tour centrale beaucoup plus haute surmontée d'un lanternon. Le style gothique traditionnel est également partiellement délaissé pour introduire certains éléments présentés au concours par Charles Rennie Mackintosh. Ces nouveaux éléments architecturaux, qui prévoient notamment l'agrandissement de la cathédrale par rapport au projet initial, sont acceptés par le comité de construction. Les choix architecturaux de Scott sont assez innovants : il adapte sa construction, en cours de chantier, aux exigences urbaines environnantes et aux nouvelles techniques
La construction est toutefois très ralentie par la Première Guerre mondiale. Le 19 juillet 1924, vingt ans jour pour jour après l'inauguration du chantier, le troisième évêque de Liverpool, Albert Augustus David (en), ordonné en 1923, consacre la partie centrale de la cathédrale (salle du chapitre, chœur, Transept oriental), en présence du roi George V et de la reine Mary.
Malgré la consécration de l'église, les offices religieux continuent de se tenir dans la chapelle de la Vierge jusqu'en 1941.

### L'achèvement de la cathédrale
En 1940 et 1941, le blitz de Liverpool, à la suite de bombardements très violents de la Luftwaffe sur le plus grand port britannique, détruit une grande partie de la ville ; mais le chantier de la cathédrale est quasiment intégralement épargné. Durant la période des bombardements, le roi Georges VI et la reine Elizabeth visitent le chantier et encouragent la poursuite des travaux.
Le 20 février 1942, par une température très froide, Giles Gilbert Scott place la dernière pierre du sommet de la tour. Les travaux progressent lentement après la guerre : la première travée de la nef ne s'achève que le 22 avril 1961. Entretemps, en 1960, Giles Gilbert Scott meurt. Son associé Frederick Thomas reprend la conduite du chantier.
L'inauguration définitive, marquant l'achèvement complet des travaux, a lieu le 15 octobre 1978 en présence de la reine Élisabeth II.

## Le bâtiment
La cathédrale, bâtie sur Saint James Mount au cœur de la ville, est la plus vaste cathédrale du Royaume-Uni et la cinquième plus grande du monde, elle mesure en effet 9 687 m2 (104 275 pieds carrés).
Le bâtiment est construit en grès (extrait à Woolton, en banlieue de Liverpool), ce qui explique sa couleur rouge.

### Principales dimensions
Les principales dimensions du bâtiment sont, :
- Longueur extérieur totale (y compris la chapelle de la Vierge) : 188,7 mètres (619 pieds),
- Longueur de la nef (non compris le narthex) : 58,5 mètres (192 pieds),
- Largeur de la nef prise au centre des piliers : 16,2 mètres (53 pieds),
- Largeur au niveau des transepts : 60,4 mètres (198 pieds),
- Largeur de la façade nord : 59,7 mètres (196 pieds),
- Hauteur des arches de la nef et du chœur : 19,8 mètres (65 pieds),
- Hauteur de la voûte de la nef et du chœur : 36,6 mètres (120 pieds),
- Hauteur de la voûte des transepts : 42,7 mètres (140 pieds),
- Hauteur de la voûte sous la tour : 53,3 mètres (175 pieds),
- Hauteur de la tour : 101 mètres (331 pieds).

### Cloches
Il y a treize cloches, appelées « cloches Bartlett » en mémoire de Thomas Bartlett, un habitant de Liverpool qui les a financées. Au total, elles pèsent 31 tonnes et sont groupées autour du gros bourdon de 14,5 tonnes.
La treizième cloche se rajoute au carillon principal et permet l'obtention d'une octave complète. Le carillon a été fondu par la société Mears & Stainbank, de Whitechapel à Londres, à l'exception du bourdon, nommé « Great George » en l'honneur du roi Georges V, qui a été fondu par la société Taylors, de Loughborough.

## Intérieur

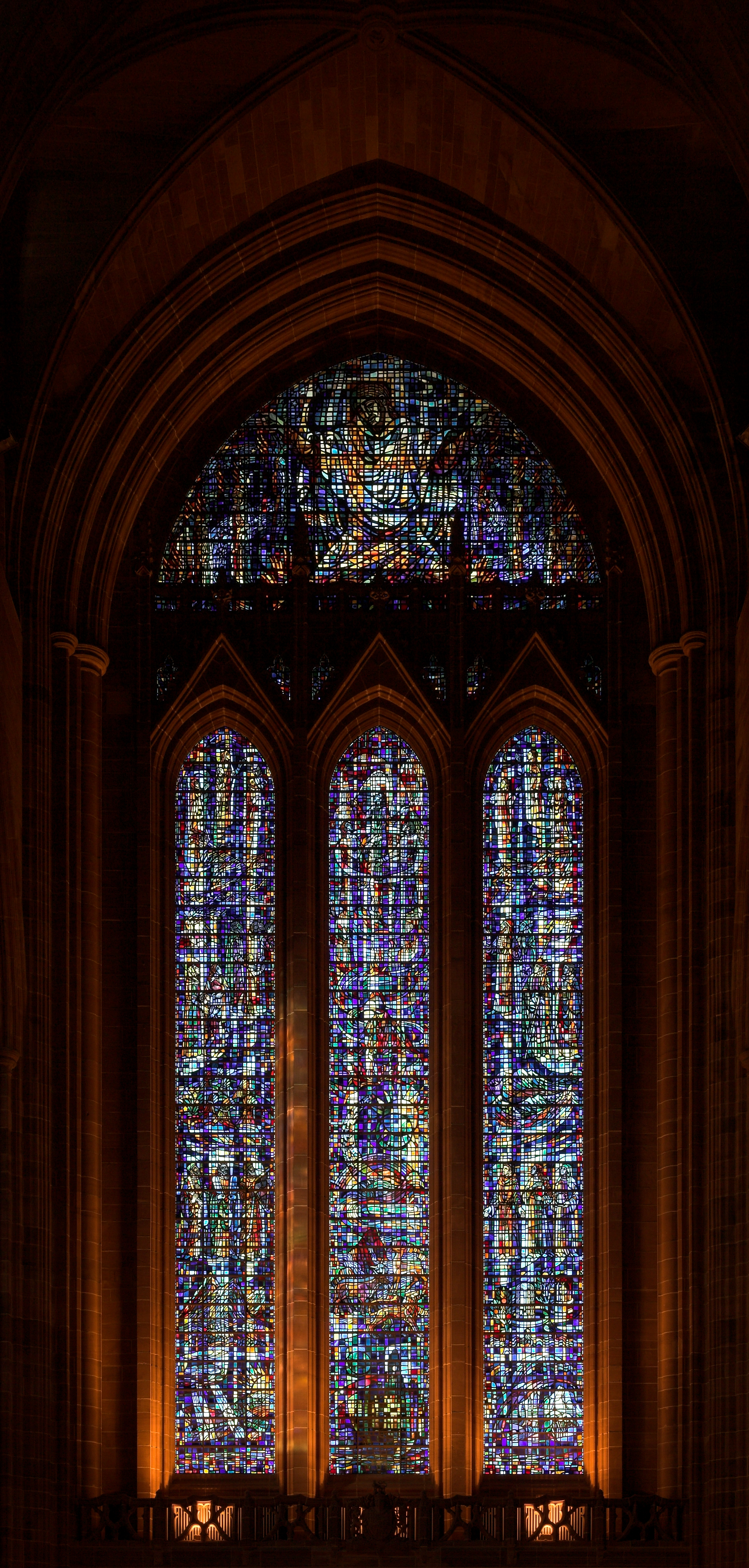
Un des vitraux de la cathédrale.

### Vitraux
La cathédrale compte environ 1 700 m2 (ou 18 000 pieds carrés) de vitraux. Les sujets présentés sont principalement bibliques et liturgiques, mais aussi issus de l'histoire sociale et ecclésiastique. Réalisée par Carl Edwards, la grande verrière ouest est la plus renommée.

### L'orgue principal

#### Construction
L'orgue principal de la cathédrale est le plus grand orgue en service en Grande-Bretagne, avec 10 267 ou 10 268 tuyaux suivant les sources, bien que d'autres sources donnent un total de 10 567 tuyaux.
Le devis initial de l'orgue fut soumis en 1905, mais les travaux ne commencèrent qu'en 1912, dirigés par Henry Willis. L'instrument, inachevé, servit toutefois lors de la consécration de la cathédrale ; il fut complété en 1926.
L'orgue est placé dans deux buffets disposés en vis-à-vis de chaque côté du chœur. Il comprend huit divisions manuelles : les divisions du Great, Solo et Bombarde occupent le buffet du côté sud; les divisions du Swell, Choir et Positif occupent le buffet du côté nord ; la division de couronne (Corona) est installée sur une tribune sous la tour à quelque 30,5 mètres (100 pieds) du sol ; la division centrale, destinée aux  grandes assemblées, est placée sur une tribune sise au-dessus du porche Rankin. La division de pédale est distribuée entre les deux buffets dans le chœur.

#### Restaurations
- De 1958 à 1960, une première restauration complète est exécutée par Henry Willis Jr., dont des modifications majeures à la division « Choir » et l'installation d'humidificateurs nécessaires pour que le bois ne se fissure pas.
- En 1965, un don de Lady Harvey permit l'installation, également par Henry Willis Jr., d'une console amovible de deux claviers et d'un pédalier ; ces ajouts permirent l'utilisation de l'orgue lors des offices moins importants.
- En 1977, le facteur Harrison & Harrison restaure l'instrument juste avant l'inauguration finale de l'édifice : les quintes à la pédale (21 1/3, 10 2/3, 5 1/3) et l'une des Open Bass 16' sont supprimées et remplacées par Subbass 16', Violone 8', Bass Flute 8' et Gedact 4'.
- En 1989, grâce à un don de Victor Hutson, la console amovible installée en 1965 est remplacée par une console de cinq claviers propice aux concerts.
- En 1997, un jeu d'anches (« trompette militaire ») est installé sur la tribune de couronnement grâce à un don de Alan Dronsfield, jeu qui était prévu au devis initial de 1905 et qui avait été annulé à la suite des bombardements de Liverpool.
- Le 8 décembre 2007 est inaugurée la division centrale, comprenant cinq jeux et qui est cachée dans la tribune centrale sud au-dessus du porche Rankin. Elle est destinée à l'accompagnement des chœurs lors des grandes assemblées. Cette installation a été rendue possible grâce à un don de la famille McKinley, à la mémoire d'Eleanor Wright.

#### Description
Les orgues comprennent deux consoles de cinq claviers : une placée sur une tribune sous le buffet nord du chœur et l'autre amovible. Les divisions Choir et Positif sont accessibles à partir du même clavier, la division de couronne (Corona) est accessible à partir du clavier de Choir ou de Bombarde, la division centrale est accessible à partir du clavier du Great ou de celui de Bombarde. Les orgues de la cathédrale comportent un total de 168 jeux réels et 47 tirasses de combinaisons, ce qui fait un total de 215 boutons. Les cinq claviers comportent chacun 67 touches d'ut à ut et sont complétés par un pédalier de 32 notes. Le système électro-pneumatique comprend sept soufflés séparés. Contrairement au Sydney Town Hall Grand Organ, il n'y a pas de contre-trombone de 64 pieds, jugé inaudible, mais les facteurs y ont suppléé par une double quinte de 21 pieds 1/3 dont la résonance harmonique donne en sons résultats l’équivalent du 64 pieds.
Le fameux Tuba Magna (sous une pression de 50") est l'un des jeux les plus puissants au monde. Un jeu de Trompette militaire, placé à la tribune de couronne, a été installé en 1997 alors qu'une division centrale a été ajoutée en 2007,.

#### Composition détaillée
L'orgue comprend :
| I. Positif           | I. Positif | II. Great            | II. Great  | III. Swell (expressif / enclosed) | III. Swell (expressif / enclosed) | IV. Solo              | IV. Solo | V. Bombarde         | V. Bombarde  | Pedal                | Pedal   |
| -------------------- | ---------- | -------------------- | ---------- | --------------------------------- | --------------------------------- | --------------------- | -------- | ------------------- | ------------ | -------------------- | ------- |
| Gedact               | 8' 4"      | Contra Violone       | 32' 10"    | Contra Geigen                     | 16' 5"                            | Contra Hohl Flöte     | 16' 7"   | Grand Chorus        | X 6"         | Resultant Bass       | 64' 10" |
| Spitz Principal      | 4' 4"      | Double Open Diapason | 16' 10"    | Contra Salicional                 | 16' 5"                            | Hohl Flöte            | 8' 7"    | Contra Tuba         | 16' 30"      | Double Open Bass     | 32' 10" |
| Nasat                | 2 2/3' 4"  | Contra Tibia         | 16' 5"     | Lieblich Bordun                   | 16' 5"                            | Octave Hohl Flöte     | 4' 7"    | Tuba                | 8' 30"       | Double Open Diapason | 32' 10" |
| Coppel               | 2' 4"      | Bourdon              | 16' 5"     | Open Diapason                     | 8' 5"                             | Contra Viole          | 16' 7"   | Tuba Clarion        | 4' 30"       | Contra Violone       | 32' 10" |
| Tierz                | 1 3/5' 4"  | Double Quint         | 10 2/3' 5" | Geigen                            | 8' 5"                             | Viole d'orchestre     | 8' 7"    | Tuba Magna          | 8' 50"       | Open Bass            | 16' 6"  |
| Spitzflöte           | 1' 4"      | Open Diapason I      | 8' 10"     | Tibia                             | 8' 7"                             | Viole de Gambe        | 8' 7"    |                     |              | Tibia                | 16' 5"  |
| Cimbel III 4"        | 2/3'       | Open Diapason II     | 8' 10"     | Wald Flöte                        | 8' 5"                             | Violes célestes (TC)  | 8' 7"    | Corona              | Corona       | Open Diapason        | 16' 6"  |
|                      |            | Open Diapason III    | 8' 5"      | Lieblich Gedact                   | 8' 5"                             | Octave Viole          | 4' 7"    | Trompette militaire | 8' 50"       | Contra Basso         | 16' 10" |
| I. Chœur             | I. Chœur   | Open Diapason IV     | 8' 5"      | Echo Viola                        | 8' 5"                             | Violette              | 2' 7"    |                     |              | Geigen               | 16' 6"  |
| Contra viola         | 16' 4"     | Open Diapason V      | 8' 5"      | Salicional                        | 8' 5"                             | Cornet de violes      | III 7"   | Central             | Central      | Violin               | 16' 6"  |
| Violin Diapason      | 8' 4"      | Tibia                | 8' 5"      | Vox angelica (TC)                 | 8' 5"                             | Flûte harmonique      | 8' 7"    | Bourdon             | 16' 4 3/4"   | Dolce                | 16' 6"  |
| Viola                | 8' 4"      | Doppel Flute         | 8' 5"      | Octave                            | 4' 5"                             | Concert Flute         | 4' 7"    | Open Diapason       | 8' 4 3/4"    | Bourdon              | 16' 6"  |
| Claribel Flute       | 8' 4"      | Stopped Diapason     | 8' 5"      | Octave Geigen                     | 4' 5"                             | Piccolo harmonique    | 2' 7"    | Principal           | 4' 4 3/4"    | Sub Bass             | 16' 6"  |
| Unda Maris (TC)      | 8' 4"      | Quint                | 5 1/3 5"   | Salicet                           | 4' 5"                             | Cor anglais           | 16' 7"   | Super Octave        | 2' 4 3/4"    | Principal            | 8' 10"  |
| Octave Viola         | 4' 4"      | Octave I             | 4' 10"     | Lieblich Flöte                    | 4' 5"                             | Clarinet (orchestral) | 8' 7"    | Mixture             | II-VI 4 3/4" | Violoncello          | 8' 6"   |
| Suabe Flöte          | 4' 4"      | Octave II            | 4' 5"      | Nazard                            | 2 2/3' 5"                         | Oboe (orchestral)     | 8' 7"    | (Pedal) Bourdon     | 16' 4 3/4"   | Violone              | 8' 6"   |
| Octavin              | 2' 4"      | Principal            | 4' 5"      | Fifteenth                         | 2' 5"                             | Bassoon (orchestral)  | 8' 7"    |                     |              | Stopped Flute        | 8' 6"   |
| Dulciana Mixture     | V 4"       | Gemshorn             | 4' 5"      | Lieblich Piccolo                  | 2' 5"                             | French Horn           | 8' 7"    | Open Flute          | 8' 6"        |                      |         |
| Bass Clarinet        | 16' 4"     | Flûte couverte       | 4' 5"      | Seventeenth                       | 1 3/5' 5"                         | Contra Tromba         | 16' 20"  | Bass Flute          | 8' 6"        |                      |         |
| Baryton              | 16' 4"     | Tenth                | 3' 5"      | Sesquialtera                      | V 5"                              | Tromba real           | 8' 20"   | Fifteenth           | 4' 10"       |                      |         |
| Corno di bassetto    | 8' 4"      | Twelfth              | 2 2/3' 5"  | Mixture                           | V 5"                              | Tromba                | 8' 20"   | Flûte triangulaire  | 4' 6"        |                      |         |
| Cor anglais          | 8' 4"      | Super Octave         | 2' 10"     | Contra Hautboy                    | 16' 7"                            | Tromba Clarion        | 4' 20"   | Octave Flute        | 4' 6"        |                      |         |
| Vox humana           | 8' 4"      | Fifteenth            | 2' 5"      | Waldhorn                          | 16' 10"                           | Tremulant             |          | Gedact              | 4' 6"        |                      |         |
| Trompette harmonique | 8' 7"      | Mixture              | V 5"       | Double Trumpet                    | 16' 15"                           |                       |          | Mixture             | III 6"       |                      |         |
| Clarion              | 4' 7"      | Fourniture           | V 6"       | Hautboy                           | 8' 7"                             | Fourniture            | V 6"     |                     |              |                      |         |
| Tremulant            | 4'         | Double Trumpet       | 16' 15"    | Krummhorn                         | 8' 7"                             | Contra Trombone       | 32' 20"  |                     |              |                      |         |
|                      |            | Trompette harmonique | 8' 15"     | Cornopean                         | 8' 10"                            | Contra Bombarde       | 32' 30"  |                     |              |                      |         |
| Trumpet              | 8' 15"     | Trompette harmonique | 8' 15"     | Fagotto                           | 16' 6"                            |                       |          |                     |              |                      |         |
| Clarion              | 4' 15"     | Trumpet              | 8' 15"     | Trombone                          | 16' 20"                           |                       |          |                     |              |                      |         |
|                      |            | Clarion              | 4' 10"     | Ophicleide                        | 16' 20"                           |                       |          |                     |              |                      |         |
| Octave Trumpet       | 4' 15"     | Bombarde             | 16' 30"    |                                   |                                   |                       |          |                     |              |                      |         |
| Tremulant            | 5"         | Octave Bassoon       | 8' 6"      |                                   |                                   |                       |          |                     |              |                      |         |
| Tremulant            | 7"         | Bombarde             | 8' 30"     |                                   |                                   |                       |          |                     |              |                      |         |
|                      |            | Clarion              | 4' 20"     |                                   |                                   |                       |          |                     |              |                      |         |
| Bombarde             | 4' 30"     |                      |            |                                   |                                   |                       |          |                     |              |                      |         |

### L'orgue de la chapelle de la Vierge
La chapelle de la Vierge ayant été pendant plus de trente ans le seul lieu de culte ouvert de la cathédrale, un orgue y a été installé. Il a été construit par Henry Willis & Sons et comprend deux claviers manuels de 61 notes et un pédalier de 32 notes.
En 1973, l'instrument fut restauré par Hill, Norman & Beard et huit nouveaux jeux sont ajoutés. Une nouvelle traction électropneumatique et électro-magnétique est installée avec divers accessoires au niveau de la console de même qu'un nouveau système d'humidification.
Les sommiers de 1910, qui n'avaient jamais été rénovés, sont remplacés en 1992 par Davis Wells Organ Builders ; la restauration comprend aussi l'installation d'un nouveau système de traction, et l'ajout d'un combinateur à 16 niveaux de mémoire.

#### Composition détaillée
L'orgue comprend les jeux suivants :
| I. Great         | I. Great      | II. Swell (expressif / enclosed) | II. Swell (expressif / enclosed) | Pedal            | Pedal |
| ---------------- | ------------- | -------------------------------- | -------------------------------- | ---------------- | ----- |
| Lieblich Bourdon | 16'           | Gedact                           | 16'                              | Acoustic Bass    | 32'   |
| Open Diapason    | 8'            | Salicional                       | 8'                               | Violone          | 16'   |
| Stopped Diapason | 8'            | Voix céleste                     | 8'                               | Lieblich Bourdon | 16'   |
| Octave           | 8'            | Gemshorn                         | 8'                               | Octave           | 8'    |
| Chimey Flute     | 8'            | Block Flute                      | 8'                               | Bass Flute       | 8'    |
| Fifteenth        | 4'            | Mixture 1'                       | III                              | Fifteenth        | 4'    |
| Furniture        | 1 1/3' III-IV | Bassoon                          | 16'                              | Gedact           | 4'    |
| Cornet           | II            | Cornopean                        | 8'                               | Super Octave     | 2'    |
| Trumpet          | 8'            | Tremulant                        |                                  | Contra Fagotto   | 32'   |
|                  |               |                                  |                                  | Fagotto          | 16'   |
| Trumpet          | 8'            |                                  |                                  |                  |       |
| Rohr Schalmey    | 4'            |                                  |                                  |                  |       |

### Organistes
- Noel Rawsthorne fut organiste de la cathédrale de 1955 à 1980. L'instrument est aujourd'hui tenu par Ian Tracey.